# Alexis Spire
Pour les articles homonymes, voir Spire.
Alexis Spire est un sociologue français né le 15 janvier 1973. Il est chercheur au CNRS et enseigne à l'EHESS en étant associé au laboratoire Iris (institut de recherche interdisciplinaire sur les enjeux sociaux). Ses travaux portent sur la sociologie de l'État et en particulier sur les politiques fiscales et les inégalités face aux impôts depuis la Seconde Guerre mondiale.

## Parcours
Ancien élève de l’École Normale Supérieure et agrégé de sciences sociales[Quand ?], Alexis Spire a soutenu sa thèse de doctorat en sociologie à Nantes en 2003. Intitulée Sociologie historique des pratiques administratives à l’égard des étrangers en France (1945-1975), elle a donné lieu à un ouvrage paru chez Grasset en 2005 : Étrangers à la carte. L’administration de l’immigration en France (1945-1975).
En 2005 il devient Chargé de recherches au CERAPS (Centre d'études et de recherches administratives, politiques et sociales) de l'Université Lille II.

## Travaux

### Résistances à l'impôt
Dans son ouvrage de 2018, Résistances à l'impôt, attachement à l'Etat, Alexis Spire traite la question du consentement à l'impôt. À la fois dans sa dimension pratique, c'est-à-dire le fait de s'acquitter ou pas d'obligations fiscales (on parle alors du civisme fiscal) et dans sa dimension symbolique, qui désigne l'évaluation comme juste ou injuste, légitime ou illégitime d'un impôt.
Alexis Spire avance l'idée que les critiques envers les prélèvements obligatoires sont de plus en plus virulentes en France (avec comme exemples les plans d'austérité à la suite de la crise de 2008).
Dans ce même ouvrage, Spire s'appuie sur une enquête Elipss réalisée en février 2017 auprès de 2676 personnes de 18 à 75 ans qui ont été sondées sur leurs contacts, leurs représentations et leurs interactions avec les services fiscaux. Spire a également réalisés des entretiens qualitatifs dans centres d'impôts et d'URSSAF en région parisienne, dans le Nord et en Seine-Maritime. Il observe que les classes moyennes et les ménages pauvres sont plus hostiles aux impôts que les classes supérieures. Ainsi, les classes populaires sont proportionnellement plus nombreuses à trouver l'impôt injuste. Pour expliquer ce phénomène, Spire avance l'idée que la faible maîtrise du fonctionnement de la fiscalité entraine un sentiment de rejet ainsi qu'une considération de l'impôt comme d'un obstacle au travail.

### Domestication de l'impôt par les classes supérieures
Alexis Spire avance l'idée que les classes supérieures ont une meilleure connaissance du système fiscal et de ses principes. Ceci peut les amener à mieux accepter l'impôt et parfois à développer des stratégies d'évitement de celui-ci. Il écrit ainsi : "En l’espace d’un peu moins d’un siècle, ceux qui se situent en haut de l’échelle sociale sont passés d’une opposition à l’impôt frontale et collective à des stratégies plus individualisées, visant à retourner à leur avantage les normes juridiques organisant les prélèvements sur les revenus et les patrimoines". Les deux stratégies d'évitement étant soit l'exit : le départ vers une région à la fiscalité plus avantageux soit la voice qui désigne l'intervention sur le processus de définition des politiques fiscales.
Alexis Spire voit un continuum entre l'optimisation fiscale (la pratique tolérée) et la fraude fiscale (la pratique illégale), ces différentes pratiques relevant du même processus de domestication de la contrainte fiscale.

### Sociologie du guichet
À la fois dans ces travaux sur la fiscalité et sur l'immigration, Alexis Spire étudie le rapport d'une population avec l'administration française. Il choisit souvent l'échelle du guichet pour mener ses enquêtes. Par exemple, en 2008, il s'intéresse à des guichets de préfectures, de directions du travail et de consulats et ambassades français à l'étranger pour son ouvrage Accueillir ou reconduire. Enquête sur les guichets de l’immigration. Dans ce livre, Spire interroge les positions administratives, les représentations et les cadres politiques et idéologiques des agents de ces guichets.

## Publications

### Ouvrages
- Étrangers à la carte. L'administration de l'immigration en France (1945-1975), Paris, Grasset, 2005.
- Accueillir ou reconduire. Enquête sur les guichets de l’immigration, Paris, Raisons d’agir, 2008.
- Faibles et puissants face à l’impôt, Paris, Raisons d’agir, 2012.
- Résistances à l'impôt, attachement à l'Etat. Enquête sur les contribuables français, Paris, Seuil, 2018.

### En collaboration
- Avec Jean-Gabriel Contamin, Emmanuelle Saada et Katia Weidenfeld, Le recours à la justice administrative. Pratiques des usagers et usages des institutions, Paris, La Documentation française, 2008.
- Avec Nicolas Delalande, Histoire sociale de l’impôt, Paris, La Découverte, 2010.
- Avec Katia Weidenfeld, L'impunité fiscale. Quand l'État brade sa souveraineté, Paris La Découverte, 2015.
- Avec Cédric Hugrée et Étienne Penissat, Les classes sociales en Europe : tableau des nouvelles inégalités sur le vieux continent, Marseille, Agone, 2017.
- Avec Cédric Hugrée, Étienne Penissat, Social Class in Europe: New Inequalities in the Old World. London, Verso, 2020.

### Direction de numéro de revues
- Avec Nicolas Fischer, État et illégalismes, Politix. Revue des sciences sociales du politique, no 87, 2009.
- Avec Marie Cartier, Générations en politique, Politix. Revue des sciences sociales du politique, no 96, 2011.
- Avec Lorenzo Barrault, Quand les classes supérieures s'arrangent avec le droit, Sociétés contemporaines, no 108, 2017.
- Avec Aude Lejeune, Inégalités sociales et judiciaires face au tribunal, Droit & Sociétés, no 106, 2020.

### Sélection d'article dans des revues à comité de lecture
- Un régime dérogatoire pour une immigration convoitée. Les politiques françaises et italiennes d’immigration/émigration après 1945, Studi Emigrazione/Migration Studies, Centro Studi Emigrazione Roma, XXXIX, no 146, p. 309-323, 2002.
- L’application du droit des étrangers en préfecture, Politix, vol. 24, no 69, p. 11-37, 2005.
- Quand la raison d’État fait perdre la raison, Revue d’histoire moderne et contemporaine, 54-2, p. 178-190, 2007.
- L’asile au guichet. La dépolitisation du droit des étrangers par les agents de préfecture », Actes de la Recherche en sciences sociales, n°169, p. 30-47, 2007.
- L’inégalité devant l’impôt. Différences sociales et ordre fiscal dans la France des Trente Glorieuses, Revue d’Histoire Moderne et Contemporaine, 56-2, p. 164-187, 2009.
- Échapper à l’impôt ? La gestion différentielle des illégalismes fiscaux, Politix, n°87, p. 143-165, 2009.
- Les effets politiques des transformations du corps enseignant, Revue française de pédagogie, n°170, p. 61-72, 2010.
- La discrimination des étrangers au guichet, Regards sociologiques, n°39, p. 21-30, 2010.
- La domestication de l'impôt par les classes dominantes, Actes de la recherche en sciences sociales, n°190, 2011, p. 58-71, 2011.
- Pour une approche sociologique de la délinquance en col blanc, Champ pénal, vol. X, 2013.
- Les formes élémentaires de l’inégalité devant l’impôt, Pouvoirs, 151 (4), p. 117-128, 2014.
- La politique des guichets au service de la police des étrangers, Savoir/Agir, (2), p. 27-31, 2016.
- Comment étudier la politique des guichets ? Méthodes pour enquêter sur le pouvoir discrétionnaire des agents de l’immigration, Migrations Société, 2017/1 (N° 167), p. 91-100, 2017.
- "Consentement et résistance au recouvrement social", Droit social no 9, septembre, p. 720-724, 2019.